# Kremlin Cup 2016
Der Kremlin Cup 2016 war ein Tennisturnier der WTA Tour 2016 für Damen und ein Tennisturnier der ATP World Tour 2016 für Herren im Olimpijski in Moskau. Die Turniere für beide Geschlechter fanden zeitgleich vom 18. bis 25. Oktober 2016 statt.

## Herrenturnier
→ Hauptartikel: Kremlin Cup 2016/Herren
→ Qualifikation: Kremlin Cup 2016/Herren/Qualifikation

## Damenturnier
→ Hauptartikel: Kremlin Cup 2016/Damen
→ Qualifikation: Kremlin Cup 2016/Damen/Qualifikation